# Blutroter Schnellkäfer

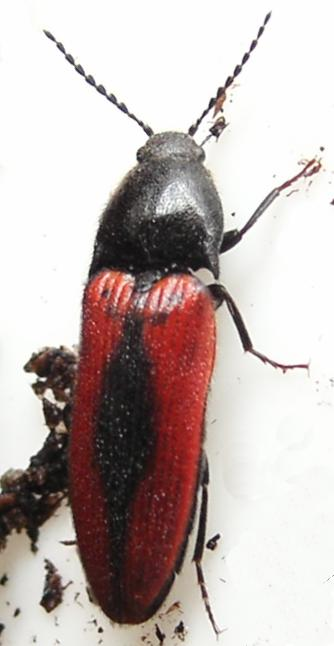
Bild des ähnlichen Ampedus sanguinolentus (die Flügeldecken bei A. sanguineus sind fast ganz rot)

Der Blutrote Schnellkäfer (Ampedus sanguineus) ist eine Art aus der Familie der Schnellkäfer.

## Beschreibung
Der Blutrote Schnellkäfer wird 12 bis 17,5 Millimeter lang. Kopf und Thorax sind schwarz gefärbt, die Flügeldecken hingegen sind leuchtend rot. Der Körper ist länglich schmal gebaut. Die Oberseite ist mit feinen Härchen bedeckt. Auf den Flügeldecken kann man deutlich eine Anzahl von Längsreihen aus Punkten erkennen, auch auf dem Thorax befinden sich Punkte. Die Fühler sind mittellang und deutlich gesägt.

## Vorkommen
Die Tiere besiedeln Teile Europas und Asiens und kommen vor allem in Hügel- oder Bergland, seltener in der Ebene vor. Sie bewohnen Wälder, Wiesen und buschreiches Gelände. In Mitteleuropa kommen sie fast überall vor und gelten als häufig.

## Lebensweise
Die Käfer fliegen von März bis Juni. Die Käfer beobachtet man hauptsächlich an Nadelhölzern, insbesondere an Kiefern, aber auch an Buche und Eiche.

### Verhalten
Bei Gefahr stellen sie sich tot. Wie alle Schnellkäfer-Arten besitzt auch der Blutrote Schnellkäfer einen kleinen hakenförmigen Auswuchs und eine kleine Mulde an der Unterseite des Thorax. Wenn der Käfer auf den Rücken fällt, drückt er den Haken in die Mulde und schnellt so in die Luft. Er landet dann wieder auf der Bauchseite.
Die Larven, die als Drahtwürmer bezeichnet werden, schlüpfen im August und leben in altem Holz (vor allem Eichen und Buchen aber auch in Nadelholz). Sie sind lang und schmal und haben eine dicke Körperhaut. Nach einigen Jahren verpuppen sie sich. Aus der Puppe schlüpft der fertige Käfer.

### Ernährung
Die tagaktiven Käfer ernähren sich rein pflanzlich, bevorzugt von Doldenblüten. Auf diesen sieht man die Käfer auch häufig sitzen. Die Larven ernähren sich zunächst von Mulm, später stellen sie ihre Nahrung auf Insektenlarven und Puppen um. Sie fressen vor allem Bockkäfer-Larven.